# Małgorzata Chrobot
Małgorzata Chrobot – polska „Sprawiedliwa wśród Narodów Świata”.

## Życiorys
W trakcie II wojny światowej mieszkała wraz z dwoma synami (jeden o imieniu Stanisław) we wsi Włochy obok Pińczowa (województwo świętokrzyskie). Pomagała siedemnastoletniemu Żydowi, Mosze Klajnpalcy, który wykopał sobie ziemiankę na jej posiadłości. Wejście do niej, z podnoszonym wiekiem, zlokalizowane było przy kuchni. Istniały ponadto trzy inne wyjścia. Dla bezpieczeństwa, Chrobot podawała, że Mosze jest jej krewnym, co miało uratować go od denuncjacji i przekazania w ręce Niemców. Małgorzata ukrywała go do opanowania jej miejscowości przez Armię Czerwoną w 1945 r.
29 grudnia 1992 r. Instytut Jad Waszem uhonorował Małgorzatę Chrobot medalem „Sprawiedliwy wśród Narodów Świata”.